# Зелена бібліотека
Зелена бібліотека — концепція розвитку бібліотек, яка включає посилення потенціалу та лідерства бібліотек як провайдерів освіти для сталого розвитку. Відповідно до визначення, яке надає група навколишнього середовища, сталого розвитку та бібліотек Міжнародної федерації бібліотечних асоціацій та установ (IFLA), метою зелених бібліотек є привернення уваги до сталого розвитку своїм прикладом та просвітницькою роботою.
Зелена і стала бібліотека — це бібліотека, яка враховує екологічну, економічну та соціальну компоненту сталого розвитку. Не важливо, якого розміру бібліотека, якщо вона хоче бути "зеленою" і сталою. Головне, щоб вона мала чітку концепцію сталого розвитку і відповідний план дій, що охоплює такі аспекти:
- "Зелені" будівлі та обладнання: викиди чи вуглецевий слід будівлі та обладнання активно зменшуються.
- Принцип «зеленого офісу»: рутинні операційні процедури та процеси є екологічно сталими.
- Стале господарювання: стримане споживання, поширення та доступність для громади практик циркулярної економіки та економіки спільного використання.
- Сталі бібліотечні послуги: легкий доступ до важливої та актуальної інформації для користувачів, спільні простори та пристрої, екологічно-просвітницькі проєкти, ефективна діяльність.
- Бібліотека має позитивний «вуглецевий слід».
- Соціальна стійкість стосується таких питань: якість освіти, грамотність, залучення громади, культурне різноманіття та міжкультурність, соціальна інклюзія і партиципація.
- Бібліотека активно працює на зменшення нерівності.
- Екологічний менеджмент: екологічні цілі відповідають принципу SMART(вони конкретні, вимірні, досяжні, реалістичні та обмежені строком виконання); бібліотека працює над зменшенням власного негативного впливу на довкілля.
- Бібліотека інформує широку аудиторію про свою екологічну політику, успіхи в її реалізації та результати екологічної роботи в цілому.
- Активна підтримка загальних екологічних цілей та програм: у своїй діяльності бібліотека орієнтується на Цілі сталого розвитку ООН, Паризьку кліматичну угоду, відповідні програми та стандарти.

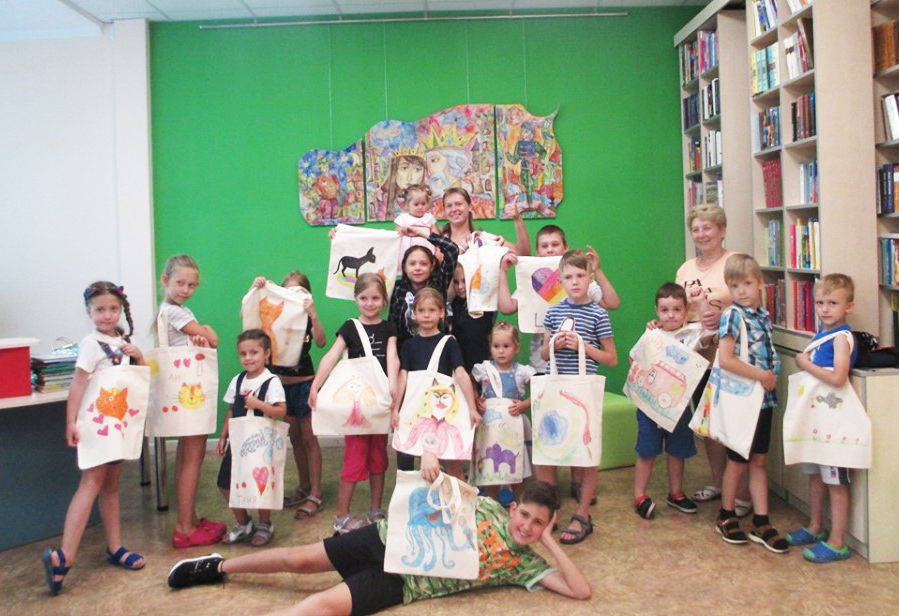
Бібліотека на Пріорці для дітей м. Києва

## Міжнародний досвід
Рух «Green library» розвивається в бібліотеках по всьому світі вже 20 років і пов'язаний з участю бібліотек у захисті довкілля. Міжнародна федерація бібліотечних асоціацій та установ (IFLA) у Стратегії 2019—2024 проголошує однією з ключових ініціатив — участь бібліотек у досягненні цілей сталого розвитку, має в складі спеціальну групу навколишнього середовища, сталого розвитку та бібліотек — ENSULIB. А також щорічно нагороджує зелені бібліотеки за екологічні ініціативи в рамках конкурсу IFLA Green Library Award. Міжнародний рух Libraries4Future проголошує Декларацію принципів, яка визначає роль бібліотечних працівників та відвідувачів бібліотек як суб'єктів захисту клімату та сприяння сталому розвитку, та закликає бібліотеки у всьому світі брати активну участь у боротьбі зі світовою кліматичною кризою та приєднатися до Декларації.

## Зелені бібліотеки в Україні
- Еко-проект Львівської обласної бібліотеки для дітей був відзначений у п'ятірці найкращих конкурсу IFLA Green Library Award 2017[6].
- Кіровоградська обласна бібліотека для дітей ім. Т.Шевченка впроваджує навчально-ігровий екологічний проєкт «Еко-стиль твого міста», що покликаний сформувати культуру поводження з відходами у дітей та їхніх батьків. Зокрема, бібліотека видала екологічну казку для дітей письменниці Олени Горобець «Помста дерев».[7]
- Проєкт «Зелена бібліотека» реалізується бібліотекою Сумського державного університету за підтримки Goethe Institute з вересня 2018 року та є частиною програми «Зелений університет»[8].
- У рамках проєкту «Паростки життя: ідентичність, культура і пам'ять у насінні» відвідувачі Goethe-Institut зможуть користуватися бібліотеками насіння в Україні. Програма пропонує заходи на такі теми, як сталий розвиток, біорізноманіття та культурна спадщина.[9]
- Благодійний фонд «Бібліотечна країна» ініціював всеукраїнську інформаційну кампанію — Рух «Зелені бібліотеки» в Україні — по впровадженню екологічної складової в діяльність бібліотек України[10] та впроваджує проєкт створення екологічного освітнього простору в Бібліотеці на Пріорці для дітей м. Києва.[11]
- Бібліотека на Пріорці для дітей Києва здобула друге місце на IFLA Green Library Award 2024[12]

## Екологічний стандарт «Зелений клас»
Процеси виховання та освіти безпосередньо пов'язані з практичною складовою функціонування бібліотечного закладу, зокрема що передбачає системне покращення його екологічної дієвості:
- Заходи з енергозбереження та раціонального споживання води дозволять зекономити ресурси та кошти, які можна буде спрямувати на зміцнення матеріальної бази та інноваційний розвиток бібліотеки.
- Роздільний збір твердих побутових відходів зменшить навантаження на довкілля.
- Запровадження закупівель, які відповідають вимогам екологічних стандартів, дозволять покращити навколишнє середовище та позитивно вплинуть на створення комфортних умов для відвідувачів.

Ці елементи є складовими розробленого спеціально для освітніх закладів екологічного стандарту СОУ ОЕМ 08.002.37.078 Освітні послуги «Зелений клас». Стандарт може бути застосований до упровадження освітнім закладом будь-якого типу, в тому числі бібліотеками, які обрали шлях підвищення екологічної свідомості відвідувачів у поєднанні з енергозберігаючою та ресурсоефективною системою управління. Стандарт охоплює основні екологічні аспекти закладів освіти, що пов'язані зі споживанням енергетичних та водних ресурсів, управління відходами, показниками безпеки і якості для закупівель різноманітних товарів та послуг харчування у поєднанні з екологізацією навчально-виховного процесу.

## Видання з охорони довкілля
Видавництво «Ранок» надрукувало першу книгу з серії «Екокнига» — «Зберегти ліс» (2017 рік) на переробленому папері, який виробляє Зміївська паперова фабрика. Видавництво КМ-Букс видало книгу «Ґрета і гіганти» про історію, натхнену боротьбою Ґрети Тунберґ за порятунок світу. Екологічне бюро УГКЦ видає просвітницьку літературу, в тому числі екоказки для дітей на екологічну тематику. Інші книги:
- «Сміттєва революція», авт. Еріка Файві, видавництво «Ранок»
- «Діти проти пластику» авт. Мартін Дорі, видавництво «Рідна мова»
- «Це всі ми», авт. Євгенія Завалій, Дитяче арт-видавництво «Чорні вівці»
- «Жити із зеленим серцем», Гей Браун, видавництво «Наш Формат»
- «Книжка про сміття» Галина Ткачук, Видавництво Старого Лева
- «Дім — нуль відходів», Беа Джонсон, видавництво «Рідна мова»

## Бібліотеки насіння
Бібліотеки насіння — складова «зелених» бібліотек, позичають та діляться насінням, з метою розповсюдження їх серед населення, збереження локальних сортів рослин та просвітництва щодо біорізноманіття.